# 바람의 검 신선조 (영화)
바람의 검, 신선조(壬生義士傳, When The Last Sword Is Drawn)는 일본에서 제작된 타키타 요지로 감독의 2003년 드라마, 액션, 전쟁 영화이다. 나카이 키이치 등이 주연으로 출연하였고 에노키 노조무 등이 제작에 참여하였다.

## 출연

### 주연
- 나카이 키이치
- 사토 코이치

### 조연
- 미야케 유지
- 나카타니 미키
- 나츠카와 유이
- 무라타 타케히로
- 사카이 마사토
- 카세 료

## 제작진
- 원작자: 아사다 지로
- 미술: 헤야 쿄코
- 수입: 김용범